# École nationale de l’aviation civile
École nationale de l'aviation civile (ENAC Tuluza) – jedna z francuskich politechnik zaliczanych do Grandes Écoles. Została założona w 1949, w odpowiedzi na rosnące zapotrzebowanie na specjalistyczny personel lotniczy. Pierwsza siedziba leżała na terenie lotniska Orly w Paryżu i była planowana jako tymczasowa. Dopiero we wrześniu 1968 rozpoczęły się zajęcia w nowych budynkach – zlokalizowanych w uniwersyteckiej części Tuluzy.
Uczelnia kształci na 31 kierunkach około 3000 studentów i prowadzi działalność badawczą. Prowadzi również kursy dokształcające. École nationale de l'aviation civile dysponuje flotą 116 samolotów, symulatorami lotu i kontroli ruchu lotniczego. Poza Tuluzą ośrodki są zlokalizowane w okolicach lotnisk w Biscarrosse, Carcassonne, Castelnaudary, Grenoble, Montpellier, Melun, Muret i Saint-Yan.
Absolwentów reprezentuje stowarzyszenie ENAC Alumni.

## Znani absolwenci
- Jean-Baptiste Djebbari, były minister transportu